# Teja Skarza
Teja Skarza, slovenski fotomodel, * 1973 ali 1974.
Leta 1988 je obiskovala prvi letnik srednje kemijske šole v Ljubljani, leta 1991 pa je kot 19 letna dijakinja administrativne šole iz Ljubljane osvojila naslov Miss Slovenije 1991. Pričakovala je odhod v London in udeležbo na tekmovanju za miss sveta, kar se ni zgodilo, ker organizatoji tekmovanja niso uredili papirjev. Kasneje naj bi Skarza tožila revijo Kaj in podjetnika Darka Žlebnika, ker ni dobila tiare in nagrade.
Kasneje se je še pojavljala na dogodkih, kot je bila modna revija ob odprtju Modne hiše podjetja Storžič v Kranju leta 1997 in žrebanje nagrad v kranjskem pubu News leta 1999.
Leta 1996 se je poročila z manekenom.